# Герман Нітш

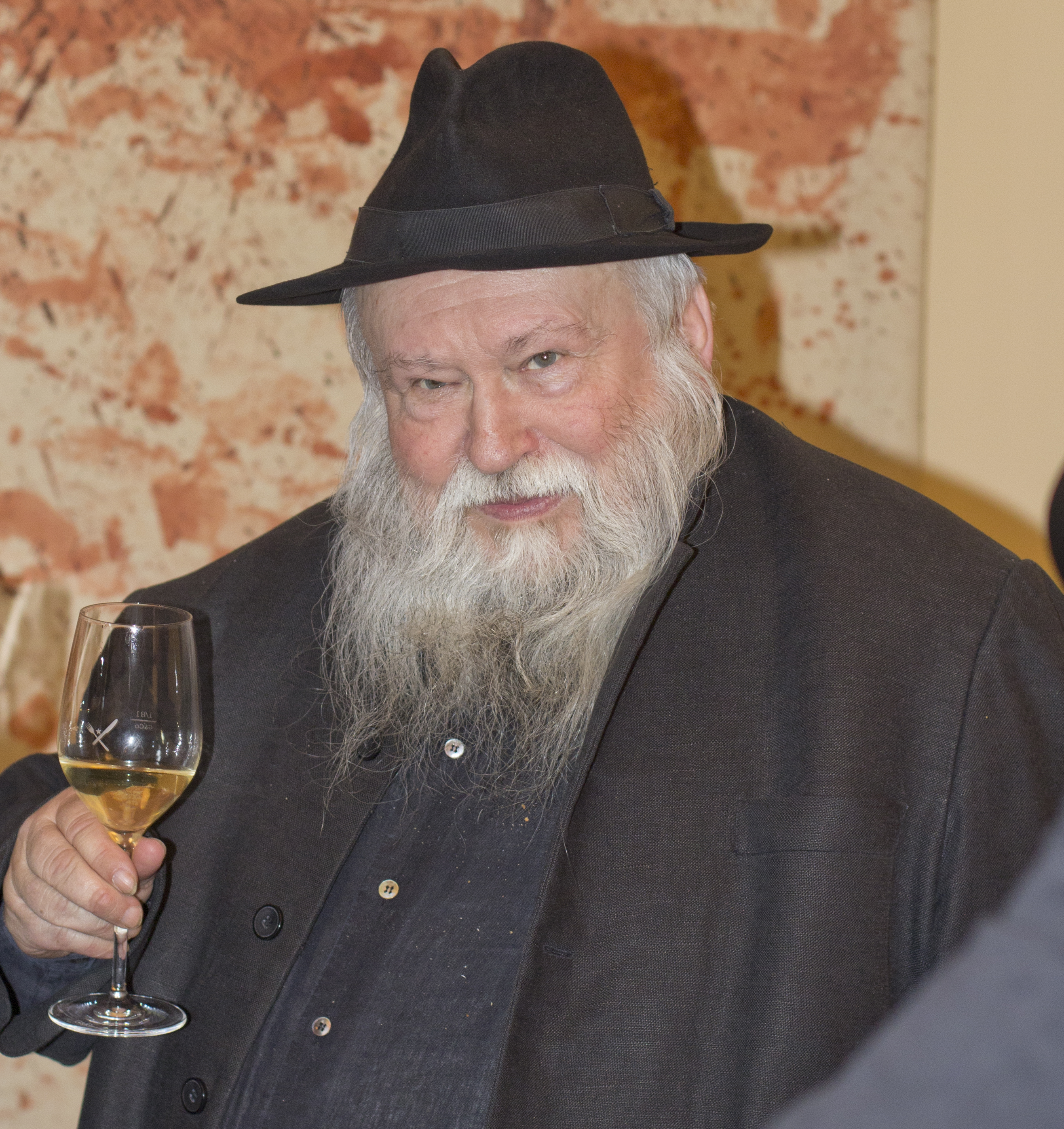
Герман Нітш на презентації вина в Gmoakeller. Березень 2012 року.

Герман Нітш (нім. Hermann Nitsch; 29 серпня 1938, Відень — 18 квітня 2022, Містельбах-ан-дер-Цайя, Нижня Австрія) — австрійський художник, перформер, живописець, засновник віденського акціонізму.
Роботи Германа часто посилаються до насилля й агресії. На це значною мірою впливає набір кольорів та матеріалів, що використовуються художником: густа фарба, відтінки червоного та сірого, які нагадують понівечене тіло. У 1950-х роках Нітш заснував Театр оргій та містерій, представивши близько 100 перформансів.
Дії Нітша, які вважаються ритуальними та екзистенційними, вперше привернули увагу критиків на початку 1960-х років, коли художник виставив на огляд здерту й понівечену шкіру ягняти. Розп'ята на тлі білої тканини тварина була позбавлена нутрощів. Шоу супроводжувалося музикою, написаною Нітшем. Більшість робіт художника поєднували загальні елементи, такі як мертві тварини, фрукти, музика, танці та майже завжди зовнішній вигляд активних учасників. Діяльність Нітша призводила до постійної конфронтації із державною владою Австрії. В 1963 році Нітш отримав тюремний термін, що стало причиною його переїзду до Німеччини в 1968 році.
У наступні десятиліття Нітш став визнаним художником, який жив і працював у своєму замку в австрійському селі Прінцендорф. Він помер 18 квітня 2022 року у 83-річному віці.